# 新北市萬金石馬拉松
新北市萬金石馬拉松（New Taipei City WJS Marathon）由中華民國田徑協會、新北市政府共同主辦，世界田径金標籤（Gold Label）路跑賽事認證，是2003年起於中華民國新北市舉辦的年度马拉松比賽。目前參賽總人數限制為16,000人（馬拉松6,000人，挑戰組5,000人）。
新北市萬金石馬拉松源起「金山馬拉松」，之後擴大辦理至萬里區及石門區並歷經數次更名；2020年獲選為「台灣特色馬拉松」。

## 關於賽事

### 簡史
1977年，紀政接受時任中華民國田徑協會理事長王惕吾邀請，返台出任協會總幹事，並開始推動全民參與田徑運動。1979年3月18日，首屆「金山馬拉松」舉辦，共364人參賽，路線起自金山青年活動中心，於白沙灣海水浴場折返；新興運動賽事加上華裔男童蒲仲強來臺宣傳慢跑、日本男子馬拉松選手瀨古利彥、宗茂、宗猛有望在1980年莫斯科奥运会馬拉松項目爭奪獎牌的報導，使得金山馬拉松頗受關注。儘管陳長明、郭宗智、黃文成等國內菁英運動員屢創佳績，金山馬拉松仍由於交通管制不易以及天候不佳的因素，在第七屆賽事（1984年）後宣布停辦。
2001年，金山馬拉松在台北縣路跑協會的促成下恢復舉辦；2003年，為讓賽事水準與國際能見度提升，台北縣政府（現新北市政府）、台北縣體育會（現新北市體育總會）接管主辦權，賽事同時易名為「北縣金石國際馬拉松」，此亦為現今新北市萬金石馬拉松的濫觴。隨著賽事路線擴展至萬里區，賽事在2010年正式定名爲「萬金石」；2014年10月獲得世界田径銅標籤路跑賽事認證。

### 世界田聯標籤認證進程
| 2003年－2014年 | 2015年－2018年 | 2019年－2020年 | 2021年－2022年 | 2023年至今 |
| -------------- | -------------- | -------------- | -------------- | ---------- |
| 不適用         | 銅             | 銀             | 菁英           | 金         |

### 其他資訊
| 年份 | 宣傳標語                       | 冠軍                                 | 冠軍                             | 來源        |
| 年份 | 宣傳標語                       | 男子組                               | 女子組                           | 來源        |
| ---- | ------------------------------ | ------------------------------------ | -------------------------------- | ----------- |
| 2011 | 不適用                         | Sammy Kiptoo（肯尼亚）               | 齋藤由貴（日本）                 |             |
| 2012 | 發現北海維納斯                 | Richard Mutisya（肯尼亚）            | 前田矢香（日本）                 | [ 7 ] [ 8 ] |
| 2013 | 不適用                         | Josphat Too（肯尼亚）                | Mercy Too（肯尼亚）              |             |
| 2014 | 不適用                         | Hassane Ahouchar（摩洛哥）           | 金志香（朝鲜民主主义人民共和国） |             |
| 2015 | 不適用                         | Eliud Barngetuny（肯尼亚）           | Gladys Kipsoi（肯尼亚）          | [ 9 ]       |
| 2016 | 不適用                         | William Chebor（肯尼亚）             | Olha Kotovska（乌克兰）          | [ 10 ]      |
| 2017 | #onlyWAN 獨一無二，萬中選一    | Kipkogei Yego（肯尼亚）              | Munkhzaya Bayartsogt（蒙古国）   | [ 11 ]      |
| 2018 | #onlyWAN 獨一無二，萬中選一    | 川內優輝（日本）                     | Nguriatukei Kiyara（肯尼亚）     | [ 12 ]      |
| 2019 | #onlyWAN 獨一無二，萬中選一    | Mathew Kipsaat（肯尼亚）             | Naomi Jepkosgei Maiyo（肯尼亚）  | [ 13 ]      |
| 2020 | 一起更強，我會更強             | 不適用                               | 不適用                           |             |
| 2021 | WE CAN 我們可以                | 蔣介文（中華臺北）                   | 蔡昀軒（中華臺北）               |             |
| 2022 | 不凡的你，不凡的自己 ONE OF US | Felix Kimutai（肯尼亚）              | Motu Megersa（埃塞俄比亚）       |             |
| 2023 | WHAT'S NEXT 下一萬步           | Barnabas Kiptum（肯尼亚）            | Bekelech Gudeta（埃塞俄比亚）    | [ 1 ]       |
| 2024 | WHAT'S NEXT 下一萬步           | Cyrus Kipkemboi MUTAI（肯尼亚）      | Amid Fozya Jemal（埃塞俄比亚）   |             |
| 2025 | 挑戰世壯運 • 先跑萬金石        | Masresha Bere Bisetegn（埃塞俄比亚） | Mulu Gadise（埃塞俄比亚）        |             |

## 備註
1. ↑  2020年教育部體育署舉辦「台灣品牌國際賽網路人氣票選」，獲選的十場比賽中包含臺北馬拉松、新北市萬金石馬拉松、台灣米倉田中馬拉松以及高雄富邦馬拉松。上列賽事遂被稱作「台灣特色馬拉松」。[2][3]
2. ↑  受2019冠狀病毒病疫情影響，賽事停辦，所有選手參賽資格保留至2021年。[14]